# 무어 공간
일반위상수학에서 무어 공간(Moore空間, 영어: Moore space)은 거리화 가능 공간과 유사한 성질을 갖는 위상 공간이다. 일부 추가 조건 아래, 무어 공간과 거리화 가능 공간의 조건은 서로 동치이다.

## 정의
무어 공간은 다음 조건을 만족시키는 정칙 하우스도르프 공간이다.
- 다음 성질을 만족시키는, 가산 개의  {\displaystyle X}의 열린 덮개 {\displaystyle ({\mathcal {U}}_{i})_{i\in I}}들이 존재한다.
  - 임의의 닫힌집합 {\displaystyle C\subseteq X} 및 점 {\displaystyle p\in X\setminus C}에 대하여, {\displaystyle \{U\cap C\in {\mathcal {U}}_{i}\colon p\in U\}=\{\varnothing \}}인 {\displaystyle i\in I}가 존재한다.

## 성질
모든 거리화 가능 공간은 무어 공간이다. 이 경우, 덮개족은 {\displaystyle \{B_{1/n}(x)\colon x\in X\}_{n\in \mathbb {Z} ^{+}}\}}이다. 여기서 {\displaystyle B_{r}(x)}는 (주어진 거리 함수에 대한) 반지름이 {\displaystyle r}인 열린 공이다.
트레일러 정리(영어: Traylor’s theorem)에 따르면, 메타콤팩트 분해 가능 공간 {\displaystyle X}에 대하여 다음 두 조건이 서로 동치이다.
- {\displaystyle X}는 거리화 가능 공간이다.
- {\displaystyle X}는 무어 공간이다.

리드-제너 정리(영어: Reed–Zenor theorem)에 따르면, 국소 콤팩트 국소 연결 정규 공간 {\displaystyle X}에 대하여, 다음 두 조건이 서로 동치이다.
- {\displaystyle X}는 거리화 가능 공간이다.
- {\displaystyle X}는 무어 공간이다.

존스 정리(영어: Jones’ theorem)에 따르면, 만약 {\displaystyle 2^{\aleph _{0}}<2^{\aleph _{1}}}이라면, 분해 가능 정규 공간 {\displaystyle X}에 대하여 다음 두 조건이 서로 동치이다.:Theorem 5
- {\displaystyle X}는 거리화 가능 공간이다.
- {\displaystyle X}는 무어 공간이다.

### 집합론적인 조건
정규 무어 공간 추측(영어: normal Moore space conjecture)은 모든 정규 무어 공간이 거리화 가능 공간이라는 추측이다. 이 추측은 선택 공리를 추가한 체르멜로-프렝켈 집합론과 독립적이다.
만약 마틴 공리를 가정한다면 (연속체 가설의 참·거짓에 관계 없이) 정규 무어 공간 추측은 거짓이다.
구성 가능성 공리를 가정한다면, 모든 국소 콤팩트 정규 무어 공간은 거리화 가능 공간이다.
만약 정규 무어 공간 추측이 참이라면, 특정 큰 기수의 존재를 증명할 수 있다.

## 역사
로버트 리 무어가 도입하였다. 무어 공간의 조건은 (정칙 하우스도르프 공간의 조건을 제외하면) 무어의 책의 “공리 1”(영어: Axiom 1)에 해당한다.:6, §1:1181–1182, §1

## 참고 문헌
1. ↑  Jones, F. B. (1937). “Concerning normal and completely normal spaces”. 《Bulletin of the American Mathematical Society》 (영어) 43 (10): 671-677. doi:10.1090/S0002-9904-1937-06622-5. ISSN 0273-0979.
2. ↑  Fleissner, William (1974). “Normal Moore spaces in the constructible universe”. 《Proceedings of the American Mathematical Society》 (영어) 46: 294–298. doi:10.1090/S0002-9939-1974-0362240-4. ISSN 0002-9939. MR 0362240.
3. 1 2  Moore, Robert Lee (1932). “Foundations of point set theory” (영어) 1판. New York, American mathematical society.
4. ↑  Nyikos, Peter J. (2001). 〈A history of the normal Moore space problem〉. 《Handbook of the History of General Topology》. History of Topology (영어) 3. Kluwer Academic Publishers. 1179–1212쪽. doi:10.1007/978-94-017-0470-0_7. MR 1900271.

- Steen, Lynn Arthur; J. Arthur Seebach, Jr. (1978). 《Counterexamples in topology》 (영어) 2판. Springer. doi:10.1007/978-1-4612-6290-9. ISBN 978-0-387-90312-5. MR 507446. Zbl 0386.54001.
- Steen, Lynn Arthur (1972년 2월). “Conjectures and counterexamples in metrization theory”. 《The American Mathematical Monthly》 (영어) 79 (2): 113–132. JSTOR 2316532.